# سوزان ماري سنايدر
سوزان ماري سنايدر (بالإنجليزية: Susan Marie Snyder)‏ هي ممثلة أمريكية، ولدت في 18 يوليو 1964 في دوندي في الولايات المتحدة.

## وصلات خارجية
- سوزان ماري سنايدر على موقع IMDb (الإنجليزية)
- سوزان ماري سنايدر على موقع قاعدة بيانات الفيلم (الإنجليزية)